# Michał Wannowski
Michał Wannowski (ur. 1761, zm. 7 lipca 1827 w Słucku) – duchowny Jednoty Litewskiej, rektor (dyrektor) gimnazjum w Słucku.
Wykształcenie zdobył w Słucku, Królewcu i Lejdzie. Był wykładowcą języka francuskiego, logiki, retoryki i łaciny, konrektorem (1789–1796) i rektorem gimnazjum w Słucku (1796–1825). W 1814 r. otrzymał stanowisko nadzorcy, które było odpowiednikiem stanowiska rektora, używanym przez dyrektorów szkół powiatowych (a taki status miało słuckie gimnazjum od 1809 r.). W 1819 r. zaangażował swojego syna, Leopolda, do pomocy w pracach administracyjnych. 
Był wychowawcą Wawrzyńca Puttkamera.
Odszedł na emeryturę w 1825 r. Został odznaczony Orderem Świętej Anny II klasy oraz Krzyżem Duchowieństwa "Na Pamiątkę Wojny 1812 Roku".
Mąż Ludwiki Aleksandry z Hazlerów (1877–1867), ojciec Leopolda, Felicjana, Konstantego oraz zmarłych we wczesnym dzieciństwie: Walerii Anny, Michała i Waleriana Erazma.
Pochowany na słuckim cmentarzu miejskim. Michał Wannowski bywa niekiedy określany jako superintendent.